# Hans Scherfig
Hans Scherfig (* 8. April 1905 in Kopenhagen; † 28. Januar 1979 in Hillerød) war ein dänischer Schriftsteller, Maler und Grafiker.

## Leben und Werk
Scherfig wuchs in einer gutbürgerlichen Familie auf. Ab 1924 studierte er in Kopenhagen Sprachen, Literatur und naturwissenschaftliche Fächer, erwarb aber nie einen Abschluss. Scherfig heiratete 1931 Elisabeth Karlinsky (1905–1994), eine österreichisch-dänische Malerin. Die Regisseurin Lone Scherfig (* 1959) ist Hans Scherfigs Großnichte.
Auf Scherfigs literarisches Debüt «Den døde mand» (1937) folgten Erzählungen, Reiseberichte, politische Essays und mehrere Romane. Einige zählen zu den wichtigsten Satiren der dänischen Literatur. «Den forsvundne fuldmægtig» (1938, verfilmt 1971) karikiert spießbürgerliche Freiheitssehnsüchte, die einen Ministerialbeamten seinen eigenen Tod vortäuschen lassen, um der Enge und Gefühllosigkeit seiner Ehe zu entkommen. «Det forsømte forår» (deutsch Der versäumte Frühling)(1940, verfilmt 1993) thematisiert die inhumanen Erziehungsmethoden, die die Schulzeit des Autors auf der Metropolitanskolen geprägt hatten. «Idealister» (1943/45) nimmt Esoteriker, politische Phantasten und Scharlatane aufs Korn. «Frydenholm» (1962) schließlich ist der große Roman über die NS-Besatzung und die von der dänischen Regierung begünstigte Kollaboration. Eine Gruppe kommunistischer Dorfbewohner bildet den positiven Gegenpol zu den korrupten, machtversessenen Vertretern der bürgerlichen Klasse.
Scherfig war überzeugter Marxist und seit 1932 Mitglied der Kommunistischen Partei. Deswegen wurde er 1941 im Lager Horserød interniert. Aufgrund einer drohenden Erblindung kam er jedoch wieder frei. Ab 1945 schrieb er für die kommunistische Tageszeitung «Land og Folk».
Auch als Maler hat Scherfig Anerkennung gefunden. Seit 1928 stellte er Arbeiten aus. Seine farbenfrohen Lithografien mit Dschungel- und Tiermotiven machen Anleihen bei der naiven Kunst und sind in Dänemark bis heute populär.
Scherfig ist auf dem Kopenhagener Assistenzfriedhof beigesetzt. Sein Grab schmückt ein unbeschrifteter Grabstein in Form einer Schildkröte.

## Auszeichnungen
- 1954 Literaturpreis Drachmannlegatet
- 1973 Großer Preis der Dänischen Akademie

## Werke in deutscher Übersetzung
Der DDR-Verlag Volk und Welt veröffentlichte:
- Der verschwundene Kanzleirat, Übers. Margarete Steffin, 1949 (zuerst 1939)[2]
- Idealisten, 1950
- Der versäumte Frühling, 2. Auflage 1952
- Der Skorpion, 1954
- Der tote Mann, Übers. Margarete Steffin, 1958 (zuerst 1939)[3]
- Schloss Frydenholm, 1969
- Der verlorene Affe, 1975

Im Reclam-Verlag erschien eine Satire Ludvig Holbergs, von Scherfig nacherzählt und illustriert
- Nicolai Klims unterirdische Reise, 1971